# Kris Brynn
Kris Brynn (* 1968 in Stuttgart), eigentlich Regine Bott, ist eine deutsche Schriftstellerin. Sie schreibt auch unter den Pseudonymen Charlotte Blum und Anna Täuber.

## Leben
Kris Brynn studierte Kunstgeschichte, Literaturwissenschaften und Anglistik in Stuttgart und schrieb ihre Magisterarbeit über „Filmarchitektur in SF-Filmen der 80er Jahre“. Neben dem Studium arbeitete sie in einer Buchhandlung, danach war sie fast 20 Jahre lang als Lektorin festangestellt. Seit 2013 ist sie selbstständig und schreibt seit 2014 Krimis, Kurzgeschichten sowie Science-Fiction.
Für ihren Roman The Shelter wurde sie 2019 mit dem Phantastik-Literaturpreis Seraph in der Kategorie Bestes Debüt ausgezeichnet. Der britische Guardian erwähnte den Roman als Beispiel eines neuen Genres: des Brexit-SF. Der erste Teil ihrer Space-Opera-Reihe Out of Balance wurde im Jahr darauf für den Seraph in der Kategorie Bester Roman nominiert. 2020 und 2025 erhielt sie jeweils ein Arbeitsstipendium des Förderkreises deutscher Schriftsteller in Baden-Württemberg, 2022 ein Stipendium der VG Wort. A.R.T – Coup zwischen den Sternen erhielt 2023 Nominierungen für den Kurd-Laßwitz-Preis und den Deutschen-Science-Fiction-Preis.
Kris Brynn ist Mitglied bei den Mörderischen Schwestern, der get-shorties-Lesebühne, der Schreibbude und dem Phantastik-Autoren-Netzwerk PAN.
Brynn lebt mit ihrer Familie in Baden-Württemberg.

## Bibliografie

### Romane
- The Shelter – Zukunft ohne Hoffnung. SF-Roman. Lübbe, Köln 2019, ISBN 978-3-7325-5777-6. (Hörbuch: 2019, audible.)
- Born. Dystopie-Thriller. Knaur, München 2021, ISBN 978-3-426-52648-4
- A.R.T. – Coup zwischen den Sternen. Knaur, München 2022, ISBN 978-3-426-52915-7
- Das Gehirn der Eidechse, KDP, 2025

### Serie „Fräulein vom Amt“
- Fräulein vom Amt – Die Nachricht des Mörders. Fischer, Frankfurt 2022, ISBN 978-3-651-00111-4 (als Charlotte Blum)
- Fräulein vom Amt – Der Tote im Kurhaus. Fischer, Frankfurt 2023, ISBN 978-3-651-00112-1 (als Charlotte Blum)
- Fräulein vom Amt – Spiel auf Leben und Tod. Fischer, Frankfurt 2023, ISBN 978-3-651-02507-3 (als Charlotte Blum)

### Serie „Schräge Vögel“
- Schräge Vögel – Soko Neuntöter, Fischer, Frankfurt 2025, ISBN 978-3-651-00137-4 (als Anna Täuber)

### Out of Balance (Serie)
- Kollision. Lübbe, Köln 2018, ISBN 978-3-7325-6703-4. (E-Book und Hörbuch: bebeyond by Bastei Entertainment, 2018.)
- Verrat. Lübbe, Köln 2019, ISBN 978-3-7325-6704-1. (E-Book und Hörbuch: bebeyond by Bastei Entertainment, 2018.)
- Zusammenbruch. Lübbe, Köln 2019, ISBN 978-3-7325-6705-8. (E-Book und Hörbuch: bebeyond by Bastei Entertainment, 2018.)
- Rebellion. Lübbe, Köln 2019, ISBN 978-3-7325-6706-5. (E-Book und Hörbuch: bebeyond by Bastei Entertainment, 2019.)
- Untergang. Lübbe, Köln 2019, ISBN 978-3-7325-6707-2. (E-Book und Hörbuch: bebeyond by Bastei Entertainment, 2019.)
- Überleben. Lübbe, Köln 2019, ISBN 978-3-7325-6708-9. (E-Book und Hörbuch: bebeyond by Bastei Entertainment, 2019.)
- Out of Balance – Folgen 1-6. Lübbe, Köln, 2020, ISBN 978-3-7325-9546-4. (E-Book-Bundle: bebeyond by Bastei Entertainment, 2020)

### Kurzgeschichtensammlung
- Der achte Kontinent – Science-Fiction-Storys, KDP, 2024

### Beiträge in Anthologien und Zeitschriften
- Harmonice mundi, in: Im Licht von Orion: 2015 Collection of Science Fiction Stories. (Verlag für Moderne Phantastik Gehrke, 2016.)
- Die verkannte Gabe des Mr. Plummer, in: Magische Realitäten. (Verlag für Moderne Phantastik Gehrke, 2016.)
- Meuterei auf Titan / Das AHA-Syndrom, in: Meuterei auf Titan: 2016 Collection of Science Fiction Stories. (Verlag für Moderne Phantastik Gehrke, 2017.)
- Chicken Change, in: Das Alien tanzt Kasatschok, ISBN 978-3-95765-083-2. (p.machinery Michael Haitel, 2017.)
- Deus ex machina, in: Das Alien tanzt Polka. (p.machinery Michael Haitel, 2018.)
- Carbonara, in: Spliff 85555: EBERSBERG, ISBN 978-3-95765-119-8. (p.machinery Michael Haitel, 2018.)
- Kehrwoche kompakt, in: Frauen morden schöner, ISBN 978-3-95428-248-7. (Wellhöfer Verlag, 2018.)
- Der Regenmacher, in: Der Schnee von morgen: 2017 Collection of Climate Fiction Stories. (Verlag für Moderne Phantastik Gehrke, 2018.)
- Rockwells Ende, in: geschmackvoll morden, ISBN 978-3-95428-258-6. (Wellhöfer Verlag, 2019.)
- Der achte Kontinent, in: Das Alien tanzt Walzer, ISBN 978-3-95765-213-3. (p.machinery Michael Haitel, 2020.)
- Ein neuer Stern, in: Schwabens Abgründe: Kurzkrimis aus Baden-Württemberg, ISBN 978-3-8425-2294-7. (Silberburg Verlag, 2021.)
- Ich fühle dich, in: Spektrum der Wissenschaft. (Nummer 08/2021)
- The Real deal, in: Spektrum der Wissenschaft (Nummer 02/2023)
- Nur du und ich, in: Future Fiction Magazine (Nummer 04/2023)
- Die Lösung all deiner Probleme, in: Spektrum der Wissenschaft (Nummer 06/2024)
- Fünfzehn Minuten, in: Future Fiction Magazin (Nummer 08/2025)
- Der Fall des Gordon Rodman, in: Caprice, ISBN 978-3957654496. (p.machinery Michael Haitel, 2025.)
- An der Grenze, in: c't Magazin (Nummer 11/2025)

## Auszeichnungen
- 2015: 3. Platz beim Literaturwettbewerb Ernährung der Zukunft mit der Kurzgeschichte Chloro Freak
- 2019: Phantastik-Literaturpreis SERAPH für The Shelter (Kategorie: Bestes Debut)[2]
- 2020: Nominierung für den Phantastik-Literaturpreis SERAPH für Out of Balance – Kollision (Kategorie: Bestes Buch) / Longlist
- 2020: Arbeitsstipendium Förderkreis deutscher Schriftsteller in Baden-Württemberg für Raketenspuren (Arbeitstitel)
- 2021: Arbeitsstipendium der VG Wort für A.R.T. – Coup zwischen den Sternen
- 2022: Bronze Badge beim Skoutz-Award für BORN
- 2023: Nominierung für den Kurd-Laßwitz-Preis für A.R.T. – Coup zwischen den Sternen (Kategorie: Bester deutschsprachiger SF-Roman)
- 2023: Nominierung für den Deutschen Science-Fiction-Preis für A.R.T. – Coup zwischen den Sternen (Kategorie: Bester deutschsprachiger SF-Roman)